# Два капитана (фильм, 1976)
«Два капитана» — советский шестисерийный цветной приключенческий фильм по одноимённому роману Вениамина Каверина, снятый в 1976 году и ставший последней картиной для режиссёра Евгения Карелова. Премьера на телевидении состоялась 26 февраля 1977 года.
В фильме рассказывается история Сани Григорьева, который после Октябрьской революции приехал из провинциального города Энска в Москву. Он стал полярным лётчиком и посвятил свою жизнь поискам пропавшей в Арктике экспедиции капитана Ивана Татаринова. Саня влюблён в дочь капитана Татаринова Катю, но их любви мешает дядя Кати Николай Антонович, некогда сыгравший свою роль в том, что экспедиция не вернулась.

## Содержание

### Серия 1. «Старые письма»
Саня Григорьев, страдающий немотой при нормальном слухе, вместе с другом Петькой Сковородниковым вылавливает в 1914 году из реки сумку утонувшего почтальона. Прочесть адреса оказалось невозможно, и соседи — Григорьевы и Сковородниковы — коротали время за чтением писем. Среди них Сане запомнилось два письма — о неудачной морской экспедиции на север.
Родители Сани умирают: отец — в тюрьме, куда был заключён по несправедливому обвинению, мать — в результате несчастного случая. Доктор Иван Иванович, знакомый отца по тюрьме, после побега из заключения некоторое время прожил у Григорьевых, и в этот период занимался с Саней, благодаря чему мальчик овладел речью.
Вместе с Петькой Саня сбегает в Туркестан. Друзья садятся на поезд и приезжают в Москву, рассчитывая там на помощь Петькиного дяди. Однако дяди в Москве не оказалось — он ушёл на фронт.

### Серия 2. «Татариновы»
Ребят берёт под свою опеку жулик по прозвищу Голубь, на которого они начинают работать, сбывая на рынке различные ценности. Во время облавы Саню задерживают и направляют в приёмник-распределитель, а Петька убегает в неизвестном направлении. Через несколько дней Саню из распределителя забирает учитель школы-коммуны Иван Павлович Кораблёв. По стечению обстоятельств Саня знакомится с Ниной Капитоновной и её внучкой — Катей Татариновой, которые являются родственниками заведующего школой Николая Антоновича Татаринова. Николай Антонович — двоюродный брат Катиного отца Ивана Львовича Татаринова, пропавшего вместе с экспедицией несколько лет назад. Саня подружился с Катей и часто бывал в доме у Татариновых. Оказалось, что семья Татариновых, как и Саня, недавно переехала из Энска.
Николай Антонович решил изгнать из школы Кораблёва, влюблённого в Марию Васильевну, Катину мать, так как сам любил её. Саня сообщил Кораблёву о планах Николая Антоновича, за что последний возненавидел Саню и запретил появляться в своём доме.
Саня вновь решает бежать в Туркестан, но, заболев, падает в обморок прямо на улице. Его доставляют в больницу, и он становится пациентом того самого доктора Ивана Ивановича, который некогда учил его говорить. После выздоровления Саня навещает Ивана Ивановича и находит у него дома фотографию, на которой изображён экипаж шхуны «Святая Мария». Среди членов экипажа Саня узнаёт Ивана Татаринова, портрет которого видел у Кати.

### Серия 3. «Катин отец»
Саня уже в последнем классе. Однажды он снова встречает Катю и начинает расспрашивать её об отце. Саня выясняет, что капитан Татаринов пошёл не по пути Архангельск — Владивосток, как считалось, а собирался достигнуть Северного полюса. Узнав от своего прислужника Ромашова, что Саня ухаживает за Катей, Николай Антонович отправил её к родственникам в Энск. Саня сразу догадывается, что именно Ромашов проинформировал Николая Антоновича. Придя в зоопарк к своему другу Вальке Жукову, Саня открыто говорит ему: «Ромашка — подлец. Ты этого, видно, не знаешь, и поэтому дружишь с ним. А если знаешь и дружишь, то ты сам подлец». От Вальки Саня узнаёт, что тот же Ромашов и раньше его выдавал и что давно уже доносит Николаю Антоновичу на всех ребят. Когда Саня возвращается к себе в спальню, он застаёт Ромашова за рытьём в его, Санином, чемодане. Сразу догадавшись, что тот ищет Катины письма с целью передачи их Николаю Антоновичу, Саня бьёт подлеца по лицу. Затем Саня едет в Энск, где встречает сестру Сашу и Сковородниковых, которых не видел несколько лет.
У Сковородниковых Саня находит письма из сумки утонувшего почтальона. Прочтя вновь письма моряков, Саня, сопоставив их содержание с рассказом Кати, приходит к выводу, что три из них написаны штурманом Климовым и самим капитаном Иваном Львовичем Татариновым, однако третье письмо утеряно. В этом письме капитан обвиняет Николая Антоновича в том, что тот намеренно погубил экспедицию, и называет виновника гибели экспедиции — своего двоюродного брата — по имени. Саня с детства помнит текст этого письма наизусть, но доказательств у него нет.
Саня встречается с Катей, рассказывает ей о письмах и даёт прочитать. В Москве Саня рассказывает содержание потерянной страницы Марии Васильевне, матери Кати. Упоминание в этом письме интимной детали, прозвища, которое Мария Васильевна дала своему мужу («Монтигомо Ястребиный Коготь») убеждает её в том, что Саня не выдумывает.

### Серия 4. «Дневник штурмана Климова»
Услышав содержание последнего письма и убедившись в его достоверности, Мария Васильевна кончает с собой. Кораблёв говорит Сане, что Николай, о котором говорилось в письме, — не Николай Антонович, а совершенно другой человек — промышленник Николай фон Вышимирский, и что Николай Антонович показывал Кораблёву письма, в которых капитан сам говорит об этом. Саня приходит к Татариновым и просит показать ему эти письма. Вместо этого Николай Антонович обвиняет Саню в клевете и смерти Марии Васильевны, а письма бросает Сане в лицо. Оскорблённый Саня отказывается их читать, но даёт слово, что найдёт экспедицию капитана Татаринова.
После школы Саня отправляется в Ленинград, где поступает в лётную школу. Интерес к экспедиции капитана Татаринова сводит Саню с Владимиром Юрьевичем Ваниным, который тоже интересуется судьбой экспедиции. Ванин проявляет интерес к информации, которой владеет Саня, и обещает включить Саню в состав гидрологической экспедиции, которая отправится в район экспедиции Татаринова.
После окончания лётной школы Саню по его собственной просьбе распределяют в Заполярье. Там он встречается с доктором Иваном Ивановичем. Оказалось, что именно Иван Иванович лечил в Архангельске штурмана Климова и после его смерти забрал его дневники. По стечению обстоятельств Саня с Иваном Ивановичем оказываются в ненецком стойбище — они отправляются туда к раненому председателю Ледкову. В стойбище Саня находит багор со шхуны «Святая Мария». Пожилой ненец рассказал, что нашёл багор около десяти лет назад в лодке на побережье Таймыра. Также в лодке находился труп мужчины.
Вернувшись в Москву, Саня узнаёт, что его старый недруг Ромашов стал ассистентом Николая Антоновича и, по слухам, собирается жениться на Кате. Саня приходит к Татариновым и рассказывает Кате то, что он узнал об экспедиции: о дневниках Климова, о багре со шхуны и о том, что собирается ходатайствовать в Главсевморпути о снаряжении поисковой экспедиции. Катя, в свою очередь, рассказывает, что Николай Антонович собирается писать книгу об экспедиции и показывает Сане статью Николая Антоновича, в которой тот пытается оправдать себя, вновь перекладывая вину за плохое снаряжение экспедиции на фон Вышимирского.
От Татариновых Саня идёт к Кораблёву, который сводит его с фон Вышимирским. Кораблёв просит его рассказать Сане о снаряжении экспедиции капитана Татаринова, и фон Вышимирский назначает ему свидание у себя дома.

### Серия 5. «Бороться и искать»
Фон Вышимирский рассказывает Сане Григорьеву о том, что когда-то, ещё до революции, Николай Антонович был богатым дельцом, играл на бирже. Также фон Вышимирский поведал о том, что Николай Антонович намеренно плохо снарядил экспедицию, за взятки приняв испорченный шоколад, гнилую одежду и необъезженных собак. Николай Антонович сделал всё для того, чтобы экспедиция не вернулась, поскольку был влюблён в Марию Васильевну — жену капитана Татаринова. Кроме того, фон Вышимирский сообщил, что бумагами, связанными со снаряжением и гибелью экспедиции, интересовался Ромашов и что он и забрал их.
Из разговора с Кораблёвым Саня узнаёт, что Ромашов пытается этими бумагами шантажировать Николая Антоновича, добиваясь, чтобы тот убедил Катю выйти за него замуж. Саня отправляется к Кате и убеждает её уехать с ним в Ленинград, а вернувшись в гостиницу, застаёт у себя Ромашова. Тот показывает бумаги, доказывающие прямую вину Николая Антоновича в гибели экспедиции. Он предлагает эти бумаги Сане с условием, что тот отступится от Кати. Саня спускается к телефону, звонит Николаю Антоновичу и приглашает его срочно приехать в гостиницу. Когда тот приезжает, Саня рассказывает ему о предложении Ромашова и об его бумагах, доказывающих, что именно Николай Антонович обокрал экспедицию, но Ромашов заявляет, что Саня лжёт, и отказывается отдать ему бумаги.
Саню, а также Катю (в качестве геолога) включают в состав готовящейся экспедиции Главсевморпути, в ходе которой предполагается в числе прочего обследовать предполагаемый маршрут экспедиции капитана Татаринова, однако подготовку к экспедиции прерывает начавшаяся Великая Отечественная война. Саня попадает в истребительный авиаполк, его самолёт сбивают в воздушном бою.
Ромашов находит Катю, которая работает медсестрой в ленинградском госпитале. Он рассказывает ей о своей встрече с раненым Саней и утверждает, будто тот пропал без вести после того, как эшелон, в котором они ехали, обстреляли немецкие танки. Рассказ Ромашова чередуется с кадрами описываемых им событий, из которых зритель узнаёт, что в действительности Ромашов сам бросил раненого Саню одного в лесу, похитив его пистолет и документы.

### Серия 6. «Найти и не сдаваться»
Ромашов по просьбе Кати находит Петра Сковородникова и обещает попытаться разыскать Саню Григорьева через партизан. Доставая по просьбе Ромашова из его сумки хлеб, Катя находит там документы мужа и приходит к выводу, что Ромашов убил его.
Капитан авиации Александр Григорьев попадает в госпиталь и знакомится там с одним лётчиком, который доставляет его в Ленинград. Но в старой квартире Кати нет. Новые жильцы посоветовали обратиться в госпиталь, где Григорьеву сказали, что Катерина Ивановна жива и эвакуирована, правда, куда точно — неизвестно. Из Ленинграда Александр направляется в Москву, чтобы встретиться с Ромашовым, и находит в его квартире Вышимирского. Постаревший Вышимирский не узнаёт Александра и рассказывает, что работает на Ромашова; в данный момент по поручению Ромашова разыскивает дочь капитана Татаринова.
Ромашов возвращается, и между ним и Александром происходят неприятные объяснения, перешедшие в драку. Во время драки Вышимирский вызывает милицию, а Ромашов хватает пистолет, который похитил у Александра. В этот момент появляется милиция и уводит Ромашова вместе с Григорьевым. После того, как выяснилось, что Ромашов — мародёр, Александр направляется к Кораблёву и, не застав его дома, пишет ему записку, после чего отправляется к новому месту службы — на сей раз на Север. Прибыв к месту назначения, Александр навещает врача Ивана Ивановича Павлова, но тоже не застаёт его дома. Жена доктора — Антонина Степановна — сообщает, что Александром интересовался Ледков, у которого появились новые сведения о «Святой Марии». Ледков рассказал, что у одного из ненецких родов есть предание о людях, пришедших со шхуны, погибшей во льдах. Рассказ Ледкова позволил Александру более точно определить предполагаемое место, где следует искать следы экспедиции.
Во время боевого вылета Александр атакует немецкий рейдер и топит его, однако самолёт капитана Григорьева подбит огнём зенитной артиллерии противника. Выпрыгнув с парашютом, Александр со штурманом приземляются довольно близко к тому месту, где проходил когда-то капитан Татаринов. У штурмана вывихнута нога, и Саня тащит его на себе через ледяную пустыню, направляясь к Енисею, где надеется встретить людей и помощь. Путь капитана Григорьева почти точно повторяет путь капитана Татаринова, и в конце концов он набредает на простоявшую почти 30 лет в вечной мерзлоте палатку капитана, в которой находят его заледеневшее тело и уцелевшее имущество, в том числе — документы.
Вернувшись к месту службы, Саня находит Катю, которая уже знает, что он нашёл экспедицию. Летом Саня приезжает в Москву, приходит к Николаю Антоновичу и предъявляет ему найденные документы, из которых следует, что именно он — Николай Антонович Татаринов — преднамеренно погубил экспедицию «Святой Марии» и нажился на этом. В финале Александр Григорьев выступает с докладом об экспедиции Ивана Татаринова.

## В ролях
- Борис Токарев — Александр Иванович Григорьев
- Сергей Кудрявцев — Саня Григорьев в детстве
- Елена Прудникова — Екатерина Ивановна Татаринова-Григорьева
- Елена Лобкина — Катя Татаринова в детстве
- Юрий Богатырёв — Михаил Васильевич Ромашов («Ромашка»), одноклассник Сани Григорьева
- Алексей Сенчев — Мишка Ромашов в детстве
- Николай Гриценко — Николай Антонович Татаринов, заведующий школой-коммуной, двоюродный брат капитана Ивана Татаринова
- Иван Власов — Иван Львович Татаринов, капитан, отец Кати
- Ирина Печерникова — Мария Васильевна Татаринова, мать Кати
- Георгий Куликов — Иван Павлович Кораблёв, учитель географии
- Вера Кузнецова — Нина Капитоновна Бубенчикова
- Зинаида Кириенко — Аксинья Фёдоровна Григорьева, мать Сани и Саши
- Александр Лукьянов — Иван Григорьев, отец Сани и Саши
- Наталья Егорова — Александра Ивановна Сковородникова (Григорьева), сестра Сани
- Ирина Клименко — Саша Григорьева в детстве
- Юрий Кузьменков — Пётр Петрович Сковородников
- Александр Пузанков — Петька Сковородников в детстве
- Пётр Любешкин — Пётр Владимирович Сковородников, отец Петьки
- Любовь Соколова — Дарья Сковородникова, мачеха Петьки
- Владимир Заманский — Иван Иванович Павлов, врач
- Михаил Пуговкин — Пётр Иванович Тимошкин (Гаер Кулий), отчим Сани и Саши Григорьевых
- Александр Вигдоров — Валентин Жуков, естествоиспытатель, одноклассник и приятель Сани Григорьева
- Лариса Виккел — Кирен, подруга Кати
- Александр Вокач — Николай Иванович фон Вышимирский
- Константин Бердиков — Михаил Лури, учлёт
- Евгений Буренков — Рощин
- Никифор Колофидин — хирург в госпитале
- Михаил Погоржельский — Владимир Юрьевич Ванин
- Раиса Куркина — Антонина Степановна Павлова, жена доктора
- Николай Горлов — путевой обходчик
- Евгений Гуров — чиновник в суде
- Евгений Дубасов — офицер на свадьбе
- Любовь Калюжная — гостья на свадьбе
- Владимир Пицек — сторож на железной станции в Москве
- Александр Пятков — жандарм
- Анатолий Яббаров — вор и убийца
- Борислав Брондуков — Голубь, жулик
- Павел Винник — учитель литературы
- Вадим Гусев — учитель истории
- Нина Захарова — учительница
- Надежда Самсонова — учительница биологии
- Мария Сапожникова — уборщица
- Александра Данилова — тётка на рынке
- Наталья Крачковская — продавщица пирожков на катке
- Геннадий Крашенинников — пилот
- Юрий Мартынов — поймавший Саньку Григорьева при облаве на базаре
- Чеслав Сушкевич — продавец часов
- Василий Щелоков — старик на рынке
- Наталья Булыгина — ученица
- Татьяна Мареева — ученица по фамилии Мареева
- Любовь Горячева — ученица
- Игорь Сырха — Григорий Фабер
- Валентин Аккуратов — начальник Балашовской школы
- Юрий Гусев — Юрий Евгеньевич Ледков
- Виктор Волков — инструктор
- Тамара Гертель — тётушка
- Ольга Герц — учительница
- Олеся Иванова — член комиссии
- Аркадий Иванов — лётчик
- Николай Дупак — редактор газеты «Правда»
- Владимир Суворов — гость на свадьбе
- Анатолий Голик — лётчик
- Александр Диденко — лётчик с гитарой
- Лидия Драновская — провожающая на вокзале
- Нина Забродина — санинструктор
- Виктор Маркин — военврач
- Данута Столярская — жена начальника училища
- Юлия Цоглин — санинструктор
- Владимир Козелков — лётчик-штурман
- Владимир Маренков — майор Ильин

### В титрах не указаны
- Манефа Соболевская — Бубенчикова
- Иван Турченков — гость на свадьбе
- Евгений Зосимов — спускающийся по лестнице
- Андрей Карташов — гость
- Николай Маликов — раненый
- Людмила Иванова — жилица квартиры
- Василий Корзун — эпизод
- Сергей Приселков — эпизод
- Анна Строганова — эпизод
- Антонина Соболева — эпизод

## Съёмочная группа
- Режиссёр-постановщик: Евгений Карелов
- Сценарист: Вениамин Каверин, Владимир Савин, Евгений Карелов
- Главный оператор: Валентин Макаров
- Главный художник: Михаил Карташов
- Композитор: Евгений Птичкин

## Процесс создания

### Подбор актёров
На главную роль было много претендентов, однако Евгений Карелов выбрал Бориса Токарева, сделав ставку на его положительную харизму. Сам актёр признавался, что с детства очень любил и книгу, и фильм Владимира Венгерова, который посмотрел как минимум двадцать раз, поэтому утверждение на роль Сани Григорьева принял с удовольствием.
О фильме он говорил: «Есть фильмы, которые угадывают время и состояние зрителя. И попадают в вечность. В „Двух капитанах“ угадана потребность в романтической любви, удивительном упорстве и человеческом характере».
Писателю же В. Каверину понравился также пробовавшийся дуэт Геннадия Сайфулина (в роли Сани) и Олега Даля (в роли Ромашова).

### Съёмки
Съёмки фильма продолжались два года. В фильме были использованы материалы Центрального государственного архива кинофотофонодокументов СССР. Первые две серии снимались в городах Кострома и Плёс (Ивановской области), сцены на железной дороге — в подмосковном Ликино-Дулёво и на полигоне ВНИИЖТ в Щербинке.

## Музыка
Основная музыкальная тема фильма — увертюра Евгения Птичкина, на мотив которой во время финальных титров фильма поётся песня на стихи Евгения Карелова. В пятой серии исполняется песня про лётчика «Письмо домой», также написанная Птичкиным на стихи Карелова. Исполнитель — Вадим Мулерман.